# Institut für Lernsysteme
Das Institut für Lernsysteme (ILS) ist eine deutsche Fernschule mit Sitz in Hamburg. Sie wurde 1977 von Bertelsmann gegründet und gehört seit 1997 zur Klett Gruppe. Das ILS ist mit jährlich etwa 80.000 Kunden der größte Vertreter der Branche.

## Geschichte

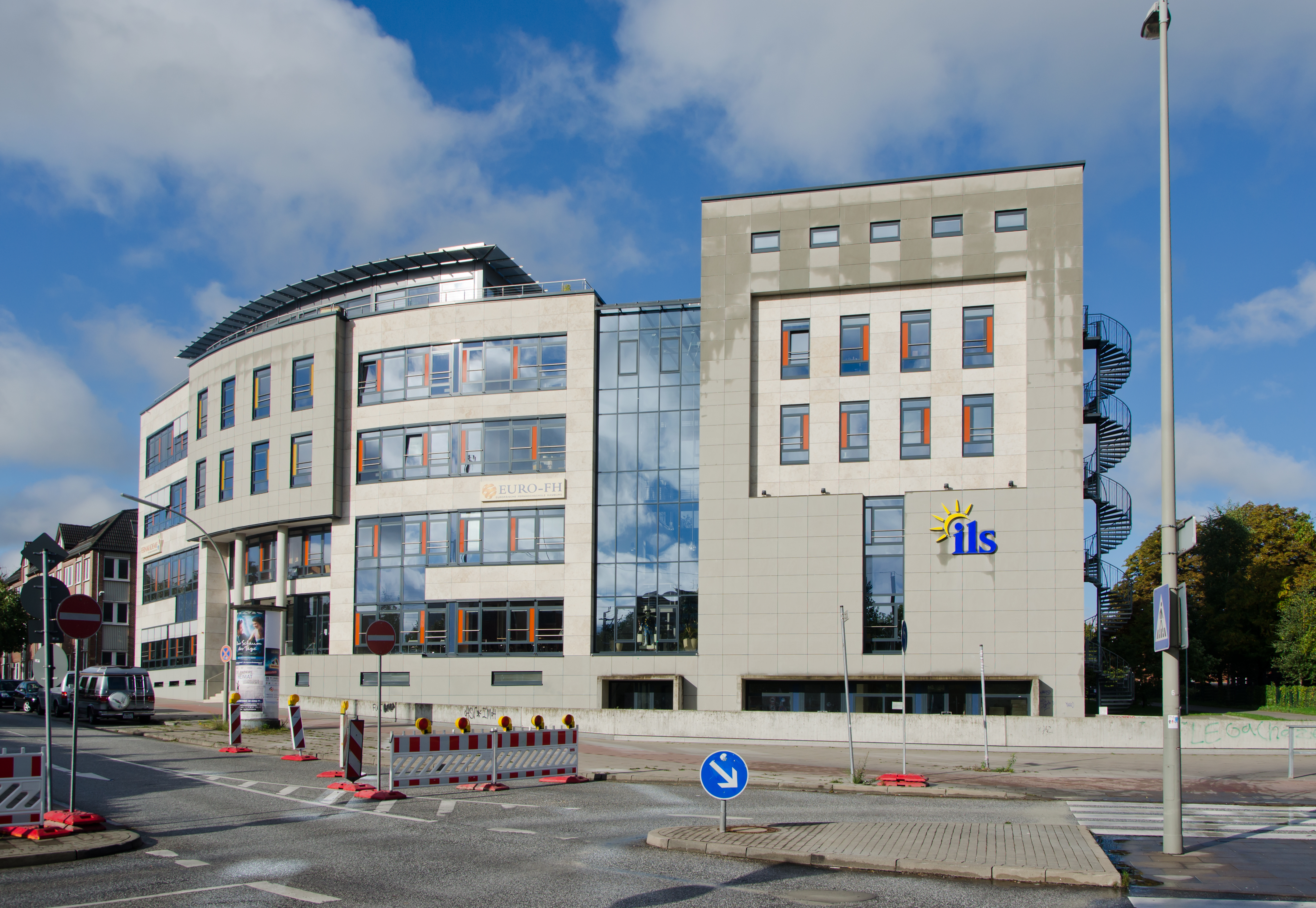
Zentrale in Hamburg (2013)

1977 gründete Bertelsmann das ILS als Nachfolger des Hamburger Fernlehrinstituts. Das Unternehmen beschäftigte zu Beginn etwa 30 Mitarbeiter und hatte 35 Kurse im Angebot. Seit 1980 betreut das ILS im Auftrag des Auswärtigen Amts auch Schüler, die sich längere Zeit im Ausland aufhalten. Bis 1986 wurden dafür Kurse für das gesamte Spektrum des Unterrichts der 5. bis 10. Klassen in allen drei Schularten aufgebaut. Nach der Deutschen Wiedervereinigung 1990 stieg die Zahl der Studierenden am ILS auf insgesamt 50.000. Mitte der 1990er Jahre sank die Nachfrage im Markt für Fernunterricht stark, weshalb man unter anderem die Tochtergesellschaften in Frankreich und Tschechien verkaufte.
1997 übernahm die Klett Gruppe das ILS. Zu diesem Zeitpunkt erzielten deren Fernschulen gemeinsam einen Umsatz von rund 100 Millionen Deutsche Mark. Sie spielten eine bedeutende Rolle beim Wandel der Klett Gruppe vom Schulbuchverlag zum Bildungsanbieter. In den folgenden zehn Jahren vervielfachte sich die Nachfrage nach Kursen des ILS. Grund dafür war insbesondere die zunehmende Akzeptanz durch Arbeitgeber. 2003 gründete das ILS die staatlich anerkannte private Fernhochschule Euro-FH. Das ILS übernimmt für die Euro-FH bis heute verschiedene Dienstleistungen im Fernstudienbetrieb, zum Beispiel in den Bereichen Logistik und Produktion. Das ILS und seine Schwestergesellschaften trugen 2008 rund ein Viertel zu den Erlösen der Klett Gruppe bei. Von 2006 bis 2008 wurde in Hamburg-Rahlstedt ein neues Bildungszentrum für das ILS errichtet, dessen Bürofläche rund 11.000 Quadratmeter beträgt. In dem Gebäude sind auch Seminarräume und die Produktion von Lehrmaterialien angesiedelt.

## Fernkurse
Zu Anfang versandte das ILS seine Lehrmaterialien vor allem auf dem Postweg. Seit 2002 spielt das E-Learning (vom ILS als „DistancE-Learning“ bezeichnet, auch Blended Learning) eine immer größere Rolle. So werden zum Beispiel Inhalte in webbasierten Anwendungen vermittelt und Studierende in Chats und Webinaren betreut. Das ILS betreibt seit 1999 ein Online-Studienzentrum, in dem sich Studierende vernetzen, Informationen austauschen, Studienunterlagen in elektronischer Form herunterladen und ihre Noten und Kurse verwalten können. Darüber hinaus hat das ILS im Jahr 2012 als erster Anbieter für einige Fernkurse eine iPad-App veröffentlicht, die den mobilen Zugriff auf die gesamten Lehrmaterialien aus der App heraus ermöglicht. In allen Kursen müssen regelmäßig Aufgaben bearbeitet werden, die das ILS korrigiert und zurücksendet. Zu diesem Zweck beschäftigt das Unternehmen rund 750 Tutoren, welche die Studierenden auch in anderen Fragen betreuen.
Alle Kurse des ILS können jederzeit begonnen werden, feste Starttermine gibt es nicht. Am ILS können drei Arten von Abschlüssen erworben werden: Für institutsinterne Abschlüsse wird ein Zeugnis oder Zertifikat ausgestellt, das Aufschluss über den Inhalt des belegten Kurses liefert. Staatliche Abschlüsse werden entweder vor Ort in Hamburg oder in einer staatlichen Partnerschule abgelegt. Öffentlich(-rechtliche) Abschlüsse vergeben nationale oder internationale Zertifizierungsstellen, mit denen das ILS zusammenarbeitet. Dazu zählen beispielsweise die Industrie- und Handelskammern.

### Kooperationen
Partner des ILS ist die Hamburger Behörde für Schule und Berufsbildung. Für einige Kurse arbeitet das ILS auch mit anderen Organisationen zusammen: So begann zum Beispiel 2003 eine Kooperation mit der Vereinigung der Vertragsfußballspieler. Ziel war es, Fußballer bei der Aus- und Weiterbildung zu unterstützen, die nach ihrer sportlichen Karriere eine andere Tätigkeit aufnehmen möchten. Außerdem wurde in Zusammenarbeit mit der Lufthansa Technik und der IHK Frankfurt am Main der Fernstudiengang zum „Industriemeister Luftfahrttechnik“ geschaffen. Nach Angaben des ILS setzen auch andere Großunternehmen wie zum Beispiel die Deutsche Bahn oder Deutsche Bank auf das Angebot der Fernschule.

### Zertifizierung
Die Kurse des ILS sind durch die Staatliche Zentralstelle für Fernunterricht in Köln zugelassen. Dies wird als Qualitätsmerkmal für Fernkurse angesehen. Außerdem wurde das ILS als erste deutsche Fernschule nach ISO 29990 zertifiziert. Die Norm wurde im Herbst 2010 eingeführt und setzt internationale Standards für die Aus- und Weiterbildungsbranche. Des Weiteren sind einige Lehrgänge AZAV-zertifiziert. Die WirtschaftsWoche attestierte dem ILS „höchstes Vertrauen“ im „Kundenvertrauens-Ranking 2014“. 2015 erreichte das ILS in einem Test mehrerer Fernstudienanbieter durch das Deutsche Institut für Service-Qualität den ersten Platz.